# Campeonato Europeo de Vóley Playa de 2008
El XVI Campeonato Europeo de Vóley Playa se celebró en Hamburgo (Alemania) entre el 10 y el 13 de julio de 2008 bajo la organización de la Confederación Europea de Voleibol (CEV) y la Federación Alemana de Voleibol.
Las competiciones se realizaron en un estadio construido temporalmente en la plaza del Ayuntamiento (Rathausmarkt) de la ciudad hanseática.

## Países participantes
Participaron en total 128 voleibolistas (32 parejas masculinas y 32 femeninas) de 21 federaciones nacionales afiliadas a la CEV.
| - Alemania (8/12) - Austria (8/6) - Bélgica (-/2) - Dinamarca (4/-) - Eslovaquia (2/2) - España (8/4) | - Estonia (2/-) - Finlandia (-/2) - Francia (4/4) - Georgia (-/2) - Grecia (-/4) | - Italia (2/-) - Letonia (-/2) - Noruega (-/4) - Países Bajos (6/6) - Polonia (6/-) | - República Checa (2/4) - Rusia (2/2) - Suecia (2/-) - Suiza (6/6) - Ucrania (2/2) |

## Medallistas
| Evento            | Oro                                               | Plata                                  | Bronce                                        |
| ----------------- | ------------------------------------------------- | -------------------------------------- | --------------------------------------------- |
| Masculino (13.07) | Reinder Nummerdor · Richard Schuil · Países Bajos | Kay Matysik · Stefan Uhmann · Alemania | Dmitri Barsuk · Igor Kolodinski · Rusia       |
| Femenino (12.07)  | Sara Goller · Laura Ludwig · Alemania             | Nila Håkedal · Ingrid Tørlen · Noruega | Susanne Glesnes · Kathrine Maaseide · Noruega |

## Medallero
| Núm. | País         | Oro | Plata | Bronce | Total |
| ---- | ------------ | --- | ----- | ------ | ----- |
| 1    | Alemania     | 1   | 1     | 0      | 2     |
| 2    | Países Bajos | 1   | 0     | 0      | 1     |
| 3    | Noruega      | 0   | 1     | 1      | 2     |
| 4    | Rusia        | 0   | 0     | 1      | 1     |
|      | TOTAL        | 2   | 2     | 2      | 6     |